# Trava u doma
Trava u doma (rusky Трава у дома, česky Tráva u domu) je píseň z roku 1983 původně sovětské, později ruské hudební kapely Zemljané. Text k písni napsal Anatolij Popěrěčnij, hudbu k písni složil Vladimír Migulja. Text písně pojednává o kosmonautech na cestě ve vesmíru, kteří sledují z okna vesmírného modulu Zemi, k níž cítí stesk a také se jim stýská po jejich domově na Zemi a trávě, která roste u něho. V roce 2009 jmenoval Roskosmos (Státní korporace pro kosmické aktivity Ruské federace) tuto píseň oficiální hymnou ruských kosmonautů.

## Píseň v kultuře
- Píseň zvítězila v roce 1983 v sovětském televizním galavečeru Píseň roku (Pěsnja goda)
- V roce 1984 byla několikrát použita ve čtrnáctém dílu sovětského seriálu Jen počkej! (Nu pagadi).
- V roce 2020 se na internetu stala fenoménem videomontáž vystoupení kapely na Písni roku, kde byl obličej zpěváka skupiny pomocí technologie Deepfake nahrazen obličejem Elona Muska. Videomontáž byla zamýšlena jako vtip. Videomontáži se věnovalo několik médií[1][2] a na platformě YouTube k 1. února 2022 získala přes 84 tis. lajků a téměř dva miliony zhlédnutí[3].